# South African Music Awards

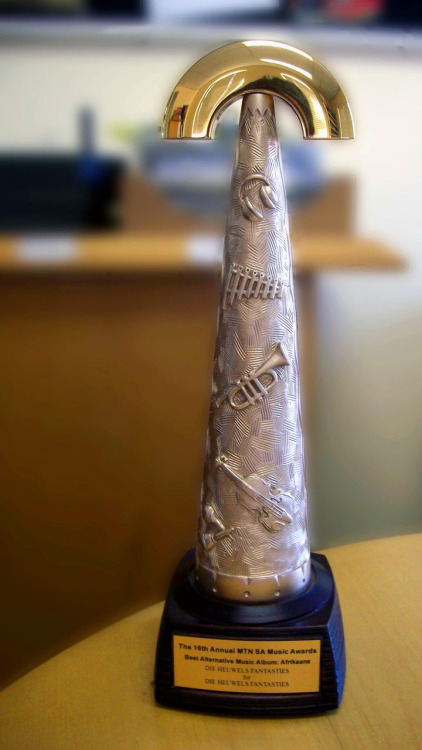
Le trophée des SAMA

Les South African Music Awards ou SAMA sont des récompenses musicales décernées tous les ans en Afrique du Sud depuis 1995.

## Caractéristiques
Les South African Music Awards sont une cérémonie annuelle récompensant les musiciens sud-africains. La cérémonie est organisée par l'industrie du disque d'Afrique du Sud (RiSA). Le gagnant de chaque section reçoit une statue appelée SAMA. L'événement a été organisé pour la première fois en 1995. Les nominations sont faites en début d'année sur la base des réalisations de l'année précédente. Le spectacle est habituellement présenté au Superbowl de Sun City, mais a également été présenté dans d'autres lieux comme le Convention Centre de Sandton, le Montecasino de Fourways, à côté de Johannesbourg,, ou encore le centre de conférence international Inkosi Albert Luthuli de Durban. Il est généralement diffusé à la télévision nationale, avec des représentations en direct de personnes lauréates. Les South African Music Awards sont similaires aux Grammy Awards proposés aux États-Unis, ou aux Victoires de la musique en France.

## Quelques lauréats
- 1995 : Meilleure artiste féminine : Brenda Fassie
- 1997 : Meilleur duo ou groupe : Ladysmith Black Mambazo

Meilleure artiste féminine de l'année et meilleur album contemporain pour adultes pour Ancient Evenings : Sibongile Khumalo
- 1998 : Meilleure artiste féminine : Yvonne Chaka Chaka

Meilleur artiste masculin : Vusi Mahlasela
- 2000 : Meilleure artiste : Busi Mhlongo
- 2001 : Meilleure artiste féminine : Miriam Makeba
- 2003 : Meilleur artiste masculin : Hugh Masekela

Meilleure artiste féminine de l'année : Sibongile Khumalo
- 2005 :  Meilleure artiste féminine : Simphiwe Dana

Meilleur artiste masculin : Thandiswa Mazwai
- 2009 : Meilleur artiste masculin : Abdullah Ibrahim

Meilleur duo ou groupe : Soweto Gospel Choir
Meilleur album pour enfants en afrikaans : Nadine Blom
- 2013 : Meilleur duo ou groupe : Freshlyground
- 2014 : Meilleur album R&B/Soul/Reggae : The Soil
- 2018 : Meilleur album pop afrikaans pour Let The Dance Floor Burn : Kurt Darren

Meilleure Collaboration pour Akanamali feat Samthing Soweto : Sun-El Musician (en)
- 2019 : Meilleure artiste féminine et Meilleur nouvel artiste : Sho Madjozi
- 2020 : Meilleur album africain contemporain pour adultes : Pilani Bubu